# Ángel Díaz Pinés
Ángel Díaz Pinés (Manzanares, 1825-Madrid, 1869) fue un pintor y fotógrafo español.

## Biografía
Nació el 22 de marzo de 1825 en Manzanares, en la actual provincia de Ciudad Real, hijo de Antonia Fernández Vázquez y de Antonio Díaz Pinés, procurador del juzgado de dicha localidad. Terminados sus estudios de latín y filosofía, y no teniendo su familia recursos suficientes para procurarle una carrera literaria, se puso al frente de una fábrica de tintes, de propiedad de sus padres. No contento, sin embargo, con aquel género de vida, y llevado de su constante afición a la pintura, pasó a Madrid en 1846, donde siguió los estudios bajo la dirección de Antonio María Esquivel, hasta 1850. Trasladado a Barcelona, trabajó en el decorado de teatros, conservándose algunas obras suyas en el Liceo y teatro Principal.
Dedicado posteriormente a la fotografía, solo volvió a coger los pinceles para la iluminación de retratos o complacer a algún amigo. Entre sus obras se encuentran su propio retrato, que conservaba su familia; un cuadro de la Caridad, para un colegio de Barcelona, y varios países que pintó en la Sociedad protectora de Bellas Artes, diferentes copias de Rafael, Murillo y Van Dyck, y algunos ligeros bocetos.
Fue autor de un Manual práctico de fotografía, conteniendo todos los adelantos en colodión húmedo, seco, retratos de fondo perdido, sobre albúmina, papel encerado, húmedo, seco, foto-lito cinco-grafía, ampliaciones, etc. Falleció en Madrid en 24 de noviembre de 1869.